# 三角站 (雷恩地铁)
三角站是法国西部城市雷恩的一个地铁车站，位于雷恩地铁A线上。

## 位置
三角站位于雷恩市区的南部偏东，勒布洛讷街区内。铁路股道为东西走向。

## 设施
三角站站内设有自动售票机及无障碍设施。

## 特色
三角站由贝纳尔·科恩工作室和运河工作室设计，虽然该站为地下车站，但可通过地面直接采光。

## 站台设置
| 北↑ |      |                  |
|     | 侧式 |                  |
|     |      | 约翰·肯尼迪方向← |
|     |      | 拉波特里方向→    |
|     | 侧式 |                  |
| 南↓ |      |                  |

## 配套交通

### 城市公共交通
| 三角站附近的公共交通线路 |            |                 |
| 公交车站名称             | 位置       | 停靠线路        |
| 三角                     | 地铁站地面 | 13 32 61 161 ex |
| 1.                       |            |                 |

此外，当地铁线路发生故障或施工时，雷恩交通局可能提供临时摆渡车。

### 社会车辆
三角站附近设有社会车辆停车场。

## 临近车站
| 三角站（Triangle）             |             |                   |
| 上行车站                       | 线路        | 下行车站          |
| 意大利 400m ←                  | 雷恩地铁A线 | 勒布洛讷站 → 390m |
| - 本表仅显示运营中的线路及车站 |             |                   |